# Iván Almeida
Ever Iván Almeida Romero (22 de enero de 1978-23 de diciembre de 2023) fue un entrenador y jugador de fútbol paraguayo que jugaba como portero.

## Carrera
Almeida nació en Asunción y representó notablemente a Olimpia y Sportivo Patria durante su carrera como jugador. Luego de retirarse, comenzó a trabajar como entrenador asistente de su padre en la selección de Guatemala y Olimpia.
El 22 de abril de 2014, Almeida fue nombrado entrenador del Olimpia de Itá. Regresó a su rol de asistente al año siguiente en Libertad, antes de regresar a Olimpia en 2017 como entrenador del filial.
El 3 de abril de 2018, Almeida se hizo cargo del Sportivo Trinidense, pero fue despedido en mayo después de solo una victoria en ocho partidos. El 17 de abril de 2019 fue nombrado encargado de Resistencia, siendo relevado de sus funciones el 19 de mayo.
En 2020, Almeida trabajó como comentarista deportivo antes de volver a ser asistente de su padre en Sol de América en 2021. El 3 de mayo de ese año, fue nombrado director interino tras el despido de su padre, pero aun así abandonó el club el 2 de junio.
Almeida regresó al Olimpia en junio de 2021, como técnico de la selección sub-17. El 19 de octubre reemplazó al despedido Celso Ayala al frente del River Plate Asunción, pero se fue al final de la temporada tras sufrir el descenso.
El 5 de julio de 2022, Almeida regresó a la máxima categoría luego de reemplazar a Humberto Ovelar al frente del Tacuary. El 12 de octubre, él mismo fue despedido.

## Vida personal
El padre de Almeida, Ever, también fue futbolista y portero. Más tarde él también se convirtió en director técnico.

## Muerte
Murió por una complicación cardíaca el 23 de diciembre de 2023. En 2019 se había realizado una cirugía de válvula aórtica tras detectársele un problema congénito del corazón.